# Jeje Savalu
Jeje Savalu era o culto dos voduns provenientes da região de Savalu, no Benim,  a cerca de 70 quilômetros da cidade de Dassa-Zumé, onde existe o Templo de Dassa-Zumé, dedicado a Nanã. O termo Saluvá ou Savalu, vem de Savé ou Savi, que era o local onde se cultuava Nanã.
Sapatá, rei de Savalu, foi, segundo alguns historiadores, o único rei que preferiu o exílio a se render aos conquistadores do Daomé. Os savalus falam um dialeto  fon.